# 2058
2053 م هي سنة بسيطة تبدأ يوم الثلاثاء حسب التقويم الغريغوري.